# Rotemita
La rotemita és un mineral de la classe dels òxids que pertany al supergrup de la hidrotalcita.

## Característiques
La rotemita és un hidròxid de fórmula química Ca₄Cr₂(OH)₁₂Cl₂·4H₂O. Va ser aprovada com a espècie vàlida per l'Associació Mineralògica Internacional en el mes de novembre de l'any 2024, i encara resta pendent de publicació. Cristal·litza en el sistema trigonal.
Segons la classificació de Nickel-Strunz pertany a «04.FL: Hidròxids (sense V o U), amb H2O+-(OH); làmines d'octaedres que comparetixen angles» juntament amb altres minerals com la jamborita, l'asbolana, la rancieïta o la birnessita, entre d'altres. L'exemplar que va servir per a determinar l'espècie, el que es coneix com a material tipus, es troba conservat a les col·leccions del Museu Nacional de la Terra i l'Home de Sofia, Bulgària, amb el número de catàleg: 40450.

## Formació i jaciments
Va ser descoberta a la part nord-oest de la pedrera Halamish, al complex d'Hatrurim (desert del Nègueb, Israel), sent aquest indret l'únic de tot el planeta on ha estat descrita aquesta espècie mineral.